# Spyridium gunnii

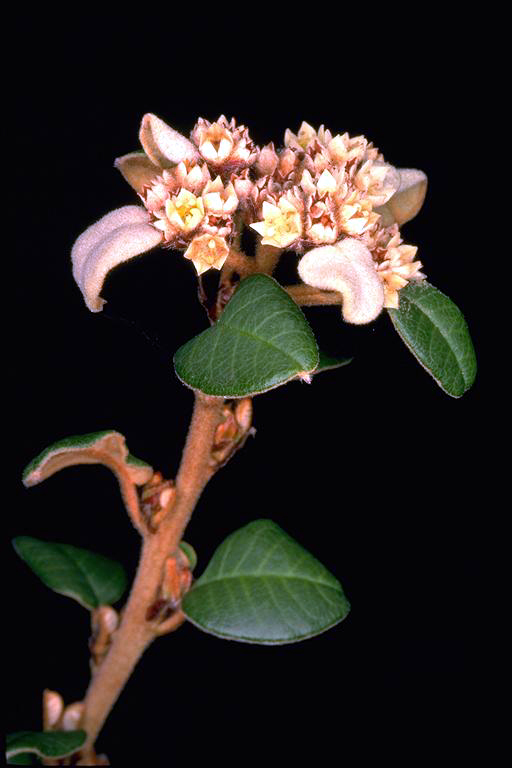
Spyridium gunnii

Spyridium gunnii är en brakvedsväxtart som först beskrevs av Joseph Dalton Hooker, och fick sitt nu gällande namn av George Bentham. Spyridium gunnii ingår i släktet Spyridium och familjen brakvedsväxter. Inga underarter finns listade i Catalogue of Life.